# Couve recheada
Couve recheada é um prato típico em toda a Europa, mas com variantes locais bem típicas na Europa Oriental. Em Portugal, o equivalente são as salsichas com couve-lombarda. Na Sérvia e na Croácia (embora aqui, o prato seja feito com repolho fermentado, o kiseli kupus) o prato chama-se sarma, ou sarmi na Bulgária, holubtsi na Ucrânia, na República Checa e na Eslováquia. Na Alemanha e na Suécia existem também variantes deste prato, denominadas Kohlroulade e Kåldolmar, respectivamente.

## Polónia
Golabki (em polonês Gołąbki) é um prato da culinária da Polónia. Consiste em repolho ou couves recheadas com carnes bovina ou de porco picadas e arroz. As carnes podem ser de porco e vaca. O Gołąbki inclui ainda tomate, ovos, cebolas, manteiga e alguns temperos, como o sal e a pimenta.
Gołąbki, em Polaco, significa pombinhos.

## Lituânia
Balandeliai (traduzido: “rolinhas”) é uma preparação típica da Lituânia composta por folhas de repolho recheadas e estufadas. O recheio inclui vários tipos de carnes e vegetais e os rolinhos são estufados num molho de tomate; o prato é servido com nata azeda. 